# Aulcie Perry
Pour les articles homonymes, voir Perry.
Aulcie Perry, en hébreu : אולסי פרי, né le 3 juillet 1950, à Newark, dans le New Jersey, est un ancien joueur américain naturalisé israélien de basket-ball. Il évolue durant sa carrière au poste de pivot.

## Biographie
À l'issue de la saison 1977–1978, Aulcie Perry se convertit au judaïsme. Il adopte le nom Hébreu d'Elisha ben Avraham (hébreu : אלישע בן אברהם). Peu après, Perry devient un citoyen israélien.

## Palmarès
- Vainqueur de la Coupe d'Europe des clubs champions 1977 et 1981
- Vainqueur de la coupe intercontinentale 1980